# The Unseen (album)
The Unseen è l'album di debutto del rapper statunitense Quasimoto, pubblicato il 13 giugno del 2000 e distribuito dalla Stones Throw Records.

## Ricezione
| Recensione | Giudizio |
| ---------- | -------- |
| AllMusic   | [ 1 ]    |
| Mojo       | [ 2 ]    |
| NME        | [ 3 ]    |
| Pitchfork  | [ 4 ]    |
| Spin       | [ 5 ]    |

## Tracce
1. Welcome To Violence – 0:49
2. Bad Character – 1:56
3. Microphone Mathematics – 3:14
4. Basic Instinct – 2:10
5. Goodmorning Sunshine – 2:57
6. Discipline 99 Pt.0 (featuring Mr. Herb) – 2:32
7. Low Class Conspiracy – 2:26
8. Return Of The Loop Digga – 3:46
9. Real Eyes – 3:22
10. Come On Feet – 3:55
11. Bluffin – 2:47
12. Boom Music – 2:47
13. MHBs – 2:02
14. Put a Curse on You – 1:46
15. Astro Black – 3:17
16. Green Power – 2:59
17. Jazz Cats Pt.1 – 2:43
18. 24-7 (featuring Medaphoar) – 2:48
19. The Unseen – 2:53
20. Phony Game – 1:56
21. Astro Travellin – 2:58
22. Blitz – 1:16
23. Axe Puzzles – 2:34
24. Discipline 99 Pt.1 (featuring Wildchild) – 3:36

Durata totale: 63:29